# 若狭有田駅
若狭有田駅（わかさありたえき）は、福井県三方上中郡若狭町有田にある、西日本旅客鉄道（JR西日本）小浜線の駅である。

## 歴史
小浜線の駅では最も遅く開業した駅である。
- 1964年（昭和39年）6月20日：日本国有鉄道（国鉄）小浜線の大鳥羽駅 - 上中駅間に新設開業[2][3]。旅客営業のみ[2]の無人駅[4]。
- 1987年（昭和62年）4月1日：国鉄分割民営化により、西日本旅客鉄道の駅となる[2]。

## 駅構造
敦賀方面に向かって左側に単式ホーム1面1線を持つ地上駅（停留所）。金沢支社管理の無人駅で駅舎はなく、直接ホームに入る形になっている。自動券売機等も設置されていない。
1992年に駐車場の新設と駐輪場の改築が行われ、2004年頃には身障者対応トイレとスロープの設置が行われている。

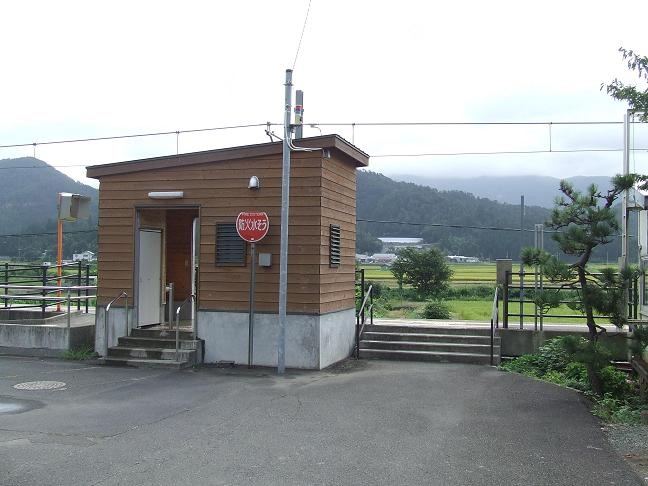
駅入口とトイレ（2009年8月）

## 利用状況
JR西日本の移動等円滑化取組報告書によると、2023年（令和5年）度の1日平均乗降人員は102人である。
「福井県統計年鑑」によれば、近年の1日平均乗車人員は以下の通り。
| 年度   | 1日平均 乗車人員 |
| ------ | ---------------- |
| 1997年 | 24               |
| 1998年 | 23               |
| 1999年 | 25               |
| 2000年 | 33               |
| 2001年 | 36               |
| 2002年 | 30               |
| 2003年 | 37               |
| 2004年 | 41               |
| 2005年 | 47               |
| 2006年 | 49               |
| 2007年 | 54               |
| 2008年 | 62               |
| 2009年 | 69               |
| 2010年 | 61               |
| 2011年 | 49               |
| 2012年 | 48               |
| 2013年 | 65               |
| 2014年 | 71               |
| 2015年 | 75               |
| 2016年 | 60               |
| 2017年 | 52               |
| 2018年 | 58               |
| 2019年 | 58               |
| 2020年 | 53               |
| 2021年 | 57               |

## 駅周辺
周辺はまとまった集落がある以外は水田が広がっている。なお、駅名は「わかさありた」と読むが、地名としては「ありだ」が正式である。
- 覚永寺
- 永昌寺
- 斎神社
- 国道27号
- 福井県道22号上中田烏線
- 鳥羽川

## 隣の駅
西日本旅客鉄道（JR西日本）
■小浜線
大鳥羽駅 - 若狭有田駅 - 上中駅